# King Arthur's World
King Arthur's World, ou Royal Conquest (ロイヤルコンクエスト) au Japon, est un jeu vidéo de réflexion développé par Argonaut Games et édité par Jaleco en 1992 au Japon et en 1993 en Occident sur Super Nintendo.
S'inspirant du principe du jeu Lemmings, le but est d'emmener le Roi Arthur au bout du niveau, en se servant de soldats de plusieurs types (artificiers, archers, magiciens, etc.) pour franchir les différents obstacles et affronter les ennemis.
Il inspirera le jeu de stratégie en ligne King Arthur's Gold (en), sorti en 2011 sur ordinateur.

## Système de jeu
Dans King Arthur's World, le joueur contrôle le roi Arthur. Au début de chaque niveau, seul le roi est présent et divers types de soldats peuvent être déployés depuis un camp (sous la forme d'une tente.  Le roi et ses troupes peuvent être commandées pour se déplacer dans une direction, ce qu'ils font jusqu'à ce qu'ils reçoivent de nouveaux ordres, soient tués ou rencontrent des troupes ennemies qu'ils vont alors combattre s'ils le peuvent. De plus, chaque type de soldat à ses propres commandes spéciales (les archers tirent des flèches, les soldats attaquent et les ingénieurs construisent, etc.).
Le but de chaque niveau est de passer de la tente de départ au point d'arrivée.  Pour cela le joueur devra vaincre différents ennemis ainsi qu'éviter des pièges et des obstacles. Le roi Arthur est le seul personnage essentiel. S'il meurt, le joueur perd le jeu et ne peut continuer que s'il a au moins 100 pièces d'or en réserve. S'il ne les a pas, il doit recommencer au début du niveau.
Le jeu peut être joué avec une manette standard mais aussi avec la souris de la Super Nintendo.